# Contea di Carbon (Wyoming)
La contea di Carbon (in inglese Carbon County) è una contea dello Stato del Wyoming, negli Stati Uniti. La popolazione al censimento del 2000 era di 15 639 abitanti. Il capoluogo di contea è Rawlins.

## Geografia
La contea si trova nel centro-sud dello Stato. La contea è attraversata dallo spartiacque continentale delle Americhe.

### Contee confinanti
- Contea di Natrona - nord
- Contea di Converse - nord-est
- Contea di Albany - est
- Contea di Jackson (Colorado) - sud-est
- Contea di Routt (Colorado) - sud
- Contea di Moffat (Colorado) - sud-ovest
- Contea di Sweetwater - ovest
- Contea di Fremont - nord-ovest

## Storia
Prima dell'arrivo dei coloni, la contea era attraversata regolarmente da nativi Ute, Shoshone, Crow, Arapaho, Cheyenne e Lakota Sioux.
La contea fu creata nel 1868 ed è una delle contee originarie del Wyoming. Deve il suo nome al territorio ricco di carbone.

## Comuni
L'unica city è Rawlins, il capoluogo.

### Towns
- Baggs
- Dixon
- Elk Mountain
- Encampment
- Hanna
- Medicine Bow
- Riverside
- Saratoga
- Sinclair